# Beauvois-en-Vermandois
Beauvois-en-Vermandois är en kommun i departementet Aisne i regionen Hauts-de-France i norra Frankrike. Kommunen ligger  i kantonen Vermand som ligger i arrondissementet Saint-Quentin. År 2022 hade Beauvois-en-Vermandois 257 invånare.

## Befolkningsutveckling
Antalet invånare i kommunen Beauvois-en-Vermandois
Referens: INSEE